# Петрівська сільська рада (Миколаївський район, Одеська область)
Петрі́вська сільська́ ра́да — адміністративно-територіальна одиниця та орган місцевого самоврядування в Миколаївському районі Одеської області. Адміністративний центр — село Петрівка.

## Загальні відомості
Петрівська сільська рада утворена в 1918 році.
- Територія ради: 56,31 км²
- Населення ради: 665 осіб (станом на 2001 рік)
- Територією ради протікає річка Тилігул

## Населені пункти
Сільській раді підпорядковані населені пункти:
- с. Петрівка
- с. Сиротинка
- с. Шевченка

## Населення
Згідно з переписом УРСР 1989 року чисельність наявного населення села становила 782 особи, з яких 355 чоловіків та 427 жінок.
За переписом населення України 2001 року в селі мешкало 679 осіб.

### Мова
Розподіл населення за рідною мовою за даними перепису 2001 року:
| Мова       | Відсоток |
| ---------- | -------- |
| українська | 89,47 %  |
| молдовська | 4,21 %   |
| російська  | 3,16 %   |
| вірменська | 1,20 %   |
| білоруська | 0,75 %   |
| польська   | 0,15 %   |
| інші       | 1,06 %   |

## Склад ради
Рада складається з 12 депутатів та голови.
- Голова ради: Даценко Олександр Юрійович
- Секретар ради: Дуковська Тетяна Федорівна

### Керівний склад попередніх скликань
| Прізвище, ім'я, по батькові | Основні відомості                                                                     | Дата обрання | Дата звільнення |
| --------------------------- | ------------------------------------------------------------------------------------- | ------------ | --------------- |
| Косюга Олександр Кузьмич    | Сільський голова, 1948 року народження, безпартійний                                  | 26.03.2006   | 31.10.2010      |
| Даценко Олександр Юрійович  | Сільський голова, 1990 року народження, освіта незакінчена вища, член Партії регіонів | 31.10.2010   |                 |

Примітка: таблиця складена за даними сайту Верховної Ради України

### Депутати
За результатами місцевих виборів 2010 року депутатами ради стали:

#### За суб'єктами висування
| Суб'єкт висування                                       | Кількість обраних депутатів | %    |
| ------------------------------------------------------- | --------------------------- | ---- |
| Партія регіонів                                         | 8                           | 66,7 |
| Політична партія Всеукраїнське об'єднання «Батьківщина» | 2                           | 16,7 |
| Самовисування                                           | 2                           | 16,7 |

#### За округами
| № округу                                                | Прізвище, ім'я, по батькові    | Дата визнання обраним | Освіта             | Партійна приналежність                        | Відомості про обраного депутата                         |
| ------------------------------------------------------- | ------------------------------ | --------------------- | ------------------ | --------------------------------------------- | ------------------------------------------------------- |
| Партія регіонів                                         |                                |                       |                    |                                               |                                                         |
| 2                                                       | Губа Валентина Іванівна        | 05.11.2010            | вища               | член Партії регіонів                          | Петрівська загальноосвітня школа, вчитель               |
| 3                                                       | Дуковська Тетяна Федорівна     | 05.11.2010            | вища               | член Партії регіонів                          | Петрівська сільська рада, секретар                      |
| 4                                                       | Карпусь Галина Прокопівна      | 05.11.2010            | вища               | позапартійна                                  | Петрівська загальноосвітня школа, директор              |
| 6                                                       | Губа Оксана Сергіївна          | 05.11.2010            | незакінчена вища   | член Партії регіонів                          | Петрівська загальноосвітня школа, вчитель               |
| 8                                                       | Магденко Ніна Василівна        | 05.11.2010            | середня спеціальна | член Партії регіонів                          | Петрівський фельдшерсько-акушерський пункт, завідувачка |
| 9                                                       | Макартет Сергій Миколайович    | 05.11.2010            | середня            | член Партії регіонів                          | фермерське господарство «Теодор 2000», директор         |
| 10                                                      | Даценко Світлана Петрівна      | 05.11.2010            | середня            | член Партії регіонів                          | фермерське господарство «Юліана», директор              |
| 11                                                      | Калашнік Олександр Григорович  | 05.11.2010            | середня спеціальна | член Партії регіонів                          | тимчасово не працює                                     |
| Політична партія Всеукраїнське об'єднання «Батьківщина» |                                |                       |                    |                                               |                                                         |
| 1                                                       | Табуленко Леся Юріївна         | 05.11.2010            | середня            | член Всеукраїнського об'єднання «Батьківщина» | Миколаївський сирзавод, заготівельник молока            |
| 12                                                      | Довбиш Валентина Володимирівна | 05.11.2010            | середня            | член Всеукраїнського об'єднання «Батьківщина» | Березівський ліцей, студент                             |
| Самовисування                                           |                                |                       |                    |                                               |                                                         |
| 5                                                       | Прищак Антоніна Петрівна       | 05.11.2010            | середня            | позапартійна                                  | Петрівська загальноосвітня школа, тех. працівник        |
| 7                                                       | Стеблиненко Сергій Леонтійович | 05.11.2010            | середня            | позапартійний                                 | тимчасово не працює                                     |